# وسیولی (شهرستان شووگنوفسکی، آدیغیه)
وسیولی (به لاتین: Vesyoly) یک منطقهٔ مسکونی در روسیه است که در آدیغیه واقع شده‌است.